# ミカ・ミラー
ミカ・ミラー（Micah Miller、1987年2月14日 - ）は、アメリカ合衆国の男性総合格闘家。イリノイ州シカゴ出身。アメリカン・トップチーム所属。ブラジリアン柔術茶帯。
アメリカン・トップチームでは柔術の練習に力を入れており、長い四肢を活かしたサブミッションを得意としている。フェザー級ながら183cmの高身長ということもあり、ニックネームは「マーベリック」（異端者）。DREAMでは「軽量級の巨人」と呼ばれていた。
総合格闘家のコール・ミラーは実兄。

## 来歴
2006年4月28日、ISCFでプロ総合格闘技デビュー。
2007年3月24日、WEC 26に出場、ジェシー・モレンに一本勝ち。6月3日のWEC 28ではカブ・スワンソンに判定負け。
2008年2月13日、WEC 32でチャンス・ファーラーにKO勝ち。8月3日のWEC 35ではジョシュ・グリスピにTKO負けに終わった。その後12月13日にはClose Quarters Combatでジェイソン・パラチオスと対戦し、一本勝ちを収めた。
2009年3月8日、DREAM初参戦となったDREAM.7のフェザー級（-63kg）グランプリ1回戦で前田吉朗と対戦し、判定負けを喫した。
2010年4月25日、吉田秀彦引退興行 〜ASTRA〜で小見川道大と対戦し、判定負け。
2011年、「The Ultimate Fighter」シーズン14の予選でスティーブン・サイラーと対戦し、ギロチンチョークで一本負け。

## 戦績
| 総合格闘技 戦績 | 総合格闘技 戦績 | 総合格闘技 戦績 | 総合格闘技 戦績 | 総合格闘技 戦績 | 総合格闘技 戦績 | 総合格闘技 戦績 |
| --------------- | --------------- | --------------- | --------------- | --------------- | --------------- | --------------- |
| 23 試合         | (T)KO           | 一本            | 判定            | その他          | 引き分け        | 無効試合        |
| 17 勝           | 5               | 9               | 3               | 0               | 0               | 1               |
| 5 敗            | 1               | 0               | 4               | 0               | 0               | 1               |

| 勝敗 | 対戦相手               | 試合結果                   | 大会名                                                                 | 開催年月日     |
| ×    | ジョージ・カラカニヤン | 5分5R終了 判定0-3          | TPF 14: Validation 【TPFフェザー級タイトルマッチ】                     | 2012年9月7日   |
| ○    | アイザック・デジーザス | 1R 4:11 ネッククランク     | TPF 7: Deck the Halls                                                  | 2010年12月2日  |
| ○    | ディエゴ・サライバ     | 5分3R終了 判定3-0          | TPF 6: High Stakes                                                     | 2010年9月10日  |
| ○    | ブルース・コナース     | 1R 2:01 KO（パンチ）       | XFC 11: The Next Generation                                            | 2010年7月9日   |
| ×    | 小見川道大             | 5分3R終了 判定0-3          | 吉田秀彦引退興行 〜ASTRA〜                                             | 2010年4月25日  |
| ○    | アンソニー・モリソン   | 2R 4:25 肩固め             | Shine Fights 2: ATT vs. The World                                      | 2009年9月4日   |
| ○    | JC・ペニントン         | 2R チョークスリーパー      | UCFC: Rumble on the Rivers                                             | 2009年6月27日  |
| ○    | ジョシュ・パルシファー | 3R 3:41 TKO（パンチ連打）  | Fight Party: Revenge                                                   | 2009年5月16日  |
| ×    | 前田吉朗               | 2R（10分/5分）終了 判定0-3 | DREAM.7 フェザー級グランプリ2009 開幕戦 【フェザー級グランプリ 1回戦】 | 2009年3月8日   |
| ○    | ジェイソン・パラチオス | 2R 2:47 チョークスリーパー | Close Quarters Combat 【CQCライト級王座決定戦】                        | 2008年12月13日 |
| ×    | ジョシュ・グリスピ     | 1R 0:50 TKO（パウンド）    | WEC 35: Condit vs. Miura                                               | 2008年8月3日   |
| ○    | チャンス・ファーラー   | 1R 1:39 KO（パンチ）       | WEC 32: Condit vs. Prater                                              | 2008年2月13日  |
| ○    | スティーブ・キニソン   | 5分3R終了 判定3-0          | Premier X-treme Fighting                                               | 2007年12月8日  |
| ×    | カブ・スワンソン       | 5分3R終了 判定0-3          | WEC 28: Faber vs. Farrar                                               | 2007年6月3日   |
| ○    | ジェシー・モレン       | 3R 3:29 三角絞め           | WEC 26: Condit vs. Alessio                                             | 2007年3月24日  |
| ○    | ジョシュ・クク         | 2R 0:15 TKO（パンチ連打）  | ISCF: Invasion                                                         | 2007年2月9日   |
| ○    | ジョシュ・リー         | 1R 三角絞め                | Ironheart Crown 11: Apocalypse                                         | 2006年11月18日 |
| ○    | デレク・コリンズ       | 1R KO（パンチ連打）        | Fightfest 7                                                            | 2006年9月23日  |
| ○    | ラリー・ランドリー     | 1R 1:13 三角絞め           | Full Throttle 8                                                        | 2006年8月11日  |
| ○    | ジェシー・ウィリアムス | 1R 1:35 三角絞め           | Legends of Fighting 8                                                  | 2006年7月28日  |
| ○    | フォレスト・レテリアー | 2R 1:56 チョークスリーパー | Full Throttle 7                                                        | 2006年6月10日  |
| ○    | ライアン・ファルハート | 5分2R終了 判定3-0          | HOOKnSHOOT: Live                                                       | 2006年5月20日  |
| －   | ラリー・ランドリー     | 1R 無効試合                | ISCF: Knuckle Up 4                                                     | 2006年4月28日  |

## 獲得タイトル
- ISCFアマチュア南東部フェザー級王座（2006年）
- 初代CQCライト級王座（2008年）